# Manuel Bomfim
Manuel José Bomfim (Aracaju, 8 de agosto de 1868 — Río de Janeiro, 21 de abril de 1932) fue un médico, psicólogo, pedagogo, sociólogo, historiador e intelectual brasileño. 

## Biografía
Sus padres fueron Paulino José do Bomfim y María Joaquina do Bomfim.
Realizó sus estudios preparatorios en la capital sergipana, revelando, desde niño, gran talento. Estudió en su ciudad natal hasta los 12 años. En 1886 ingresó en la Facultad de Medicina de Bahía, trasladándose a la Facultad de Medicina de Río de Janeiro en 1888, donde concluyó el curso en 1890, con la tesis "Das Nephrites". Todavía estudiante, escribió como militante en el "Correo del Pueblo", redactado por Alcindo Guanabara.
En 1891, fue nombrado médico de la Policía Militar de Río de Janeiro. El año siguiente, pasó el examen para teniente-cirujano de la Brigada Policial, peusto que ocupó hasta mayo de 1894.
En esta época se casó con Natividade de Olivo quien fue su compañera por toda la vida. Tuvieron dos hijos: Aníbal y Maria. La hija falleció a temprana edad, provocando un dolor tan profundo en Bomfim que él abandonó la Medicina. Ingresó a la carrera de la enseñanza, dando clases de educación moral y cívica en la Escuela Normal de Río de Janeiro, en la cual asumió la Cátedra de Pedagogía y Psicología.
Efectuó un viaje a París, en 1902, donde se quedó hasta 1903, siendo enviado por el Ayuntamiento de Río de Janeiro, a fin de estudiar los establecimientos pedagógicos de Europa. Entre 1902 y 1903, también estudió Psicología en la Sorbona, con el propósito de especializarse en esa disciplina para estar en condiciones de mejor desempeñar sus tareas como pedagogo.
En 1905, de regreso en Brasil, Manuel Bomfim publicó América Latina, Males de Origem, libro que provocó gran polémica, especialmente con Sílvio Romero, un influyente intelectual quien consideraba al pueblo brasileño como infantil o semibárbaro y defendía el "blanqueamiento" del pueblo como solución para los "defectos de la formación étnica de los brasileños". Al contrario de la mayoría de sus contemporáneos, Bomfim defendía el mestizaje y la combinación de razas que ocurrió a lo largo de la historia de Brasil, negando la validez de las teorías racistas en boga a principios del siglo XX. Concebía la educación como el camino para remediar el atraso de Brasil y para impulsar la emancipación de las clases populares y la construcción de la ciudadanía.
En 1905 fue nombrado director interino de la Instrucción Pública de Río de Janeiro y en 1906 fue nombrado director general de la Instrucción Pública del Distrito Federal. En 1907, fue elegido diputado estatal y como  tal defendió importantes proyectos en el ámbito de la educación.

## Obra
Su extensa obra comprende varias áreas de conocimiento: escribió sobre Historia de Brasil y de América Latina, Sociología, Medicina, Zoología y Botánica, además de varios libros didácticos, de entre los que se encuentran algunos de la lengua portuguesa, en coautoría con Olavo Bilac. En su obra Pensar e Dizer: estudo do símbolo no pensamento e na linguagem (1923), Bomfim demostró su dominio de las más importantes corrientes de psicología de su época. Consideraba el fenómeno psicológico como eminentemente histórico-social, mediado por el lenguaje, que entendía como producto y vehículo de la socialización. También escribió las obras O método dos testes (1926); Cultura do povo prasileiro (1932); Crítica a Escola Activa, O fato psychico, As Alucinacoes auditivas do perseguido y O respeito a crianca. Criticó la investigación de laboratorio en condiciones que consideraba restringidas y artificiales. Propuso el método interpretativo para el estudio del psiquismo, basado en el estudio de las múltiples manifestaciones humanas, históricamente situadas.
Su obra revela un pensamiento original, no articulado a las ideas dominantes en su época,  y su interpretación de Brasil se apoya en el análisis histórico de la colonización, explotación de sus habitantes  más humildes  y  expoliación de las riquezas naturales del país, analizando las consecuencias sobre las condiciones culturales del pueblo. Defendió la expansión de la educación pública como medio para la emancipación y para la construcción de una sociedad democrática.  
En 22 de noviembre de 1918, fue condecorado por el rey de Bélgica con la Orden Leopoldo. A pesar de sus importantes logros, Bomfim ha sido prácticamente olvidado por la historiografía brasileña, lo que puede ser parcialmente explicado por la contraposición de sus ideas a aquel que era en tiempo el pensamiento dominante.